# Pandémie de Covid-19 au Maroc
Wikipédia ne donne pas de conseils médicaux ou sanitaires. Cet article est susceptible de contenir des informations obsolètes ou inexactes. Seul un professionnel de la santé est apte à vous fournir un avis médical, et seules les autorités sanitaires de votre pays sont compétentes pour donner des consignes de santé publique relatives à la pandémie de Covid-19.
Pour un article plus général, voir Pandémie de Covid-19.
- +300 cas
- +1000 cas
- +3000 cas
- +7000 cas
- +10000 cas

- <10
- ≥10
- ≥30
- ≥50
- ≥100
- ≥150

La pandémie de Covid-19 au Maroc démarre officiellement le 2 mars 2020. À la date du 7 octobre 2022, le bilan est de 16 278 morts.

## Mesures de protection et traitements

### Mesures sociales

#### 2020
Durant la semaine du 9 au 15 mars 2020 le Maroc met en place des mesures pour contenir la propagation de l'épidémie. Ainsi, les vols à destination de plusieurs pays sont suspendus mais les vols de retour sont toutefois autorisés. En parallèle, les liaisons maritimes avec l’Espagne et la France sont suspendues.
Le 13 mars, le ministère de l'Éducation nationale, de la formation professionnelle, de l'enseignement supérieur et de la recherche scientifique (MEN) annonce la fermeture des crèches, des écoles, des collèges, des lycées et des universités, à partir du 16 mars et « jusqu'à nouvel ordre », les cours sont à présent dispensés à distance et une continuité pédagogique est instaurée.
Le 16 mars, le ministère de l’intérieur ordonne la fermeture de nombreux espaces publics et installations du domaine public. Cette décision concerne les cafés, restaurants, salles de cinéma et de théâtre, salles de fêtes, clubs et salles de sport, hammams, salles de jeux et terrains de proximité.
Le 19 mars, le ministère de l'Intérieur déclare l'état d'urgence sanitaire et restreint de la circulation au Maroc à partir de vendredi à 18 h jusqu'à nouvel ordre, et déclare ceci comme seul moyen inévitable pour garder le coronavirus sous contrôle.
Le 22 mars, le projet de décret-loi visant à instaurer l'état d'urgence sanitaire dans le royaume est adopté par le gouvernement marocain. L'état d'urgence sanitaire est en vigueur du 20 mars 2020 à 18 heures, heure locale. Ce décret-loi permet aux autorités publiques concernées de prendre les mesures nécessaires et adéquates pour veiller au respect du confinement sanitaire devant être respecté afin de lutter contre la pandémie. L'arrêt de publication des journaux et des magazines sous formats papiers est instauré par le ministère de la jeunesse et des sports jusqu'à nouvel ordre.
Le 26 mars, le premier ministre marocain, Saadeddine Othmani, annonce un arrêt d'embauche jusqu'à la fin de la crise du coronavirus. Les promotions comme il l'a également annoncé devront être différées jusqu'à ce que la situation soit sous-contrôle. Les secteurs de la santé et de la sûreté ne sont pas concernés.
Le 7 avril, en plus du permis de circulation nécessaire à tout déplacement hors du domicile et des mesures de sécurité qui l'accompagnent, l'usage du masque de protection est désormais obligatoire lors des déplacements.
Le 17 avril, le ministère de la santé invite ses directrices et directeurs régionaux ainsi que les directeurs des CHU à actualiser les informations concernant les cas de Covid-19 deux fois par jour (à 10 h et à 18 h), en répertoriant les patients selon les régions, les provinces et les villes, et ce en accord avec la politique de transparence mise en place depuis le début de la lutte nationale contre cette pandémie.
Le 18 avril, le conseil du gouvernement se réunit pour prolonger l'état d'urgence sanitaire qui devait prendre fin le 20 avril 2020. Un décret prolongeant cet état d'urgence sanitaire sur l'ensemble du territoire national d'un mois, jusqu'au 20 mai 2020, est donc adopté.

#### 2022
En janvier le gouvernement annonce installer "l’assurance maladie à 100 % de ses citoyens" de manière progressive, les indépendants (commerçants, artisans, agriculteurs, autoentrepreneurs et leur famille, soit 11 millions de personnes. À la fin de 2022 "les travailleurs du secteur informel et les catégories les plus démunies", soit 22 millions, seront les nouveaux bénéficiaires.

### Traitements

#### Médicaments
Le traitement des patients atteints de la Covid-19 a été généralisé à la hydroxychloroquine , les autorités sanitaires au Maroc ont décidé la prescription de cette substance à tous les patients pour éviter un trop important nombre de pertes humaines chez les personnes contaminées.
En mai le Maroc, « l’un des premiers pays à avoir adopté le protocole Raoult », revendique « un taux de guérison de 60 % ». L’épidémiologiste marocain Jaâfer Heikel évalue à plus de 94 % le taux de guérison dans la région de Casablanca grâce au traitement.
En septembre 2020, le Maroc lance l'Advaquenil, médicament générique marocain du Plaquenil qui a obtenu son Autorisation de mise sur le marché (AMM) et « déjà administré dans le circuit hospitalier ». Et fin octobre 2020 le pays maintient toujours le traitement.
En janvier 2022, le protocole thérapeutique national de prise en charge des malades Covid-19 maintient l’usage de « Sulfate d’hydroxychloroquine », et ajoute le Molnupiravir, antiviral du laboratoire américain Merck, "en cas de facteurs de risque de gravité", protocole "destiné également aux femmes enceintes et allaitantes".

#### Vaccination
À la suite de la deuxième vague de l'automne 2020, plutôt qu’un « confinement général trop coûteux pour l’économie du pays », le Maroc opte pour la vaccination, par une « décision prise le 9 novembre par le roi Mohammed VI », qui se fera de décembre 2020 à avril 2021. Des doses des vaccins des laboratoires Sinopharm et Astra Zeneca ont été commandées.
En mai 2022, les points d’entrée au Maroc demandent "la présentation d’un pass vaccinal contre le SARS-Cov-2 valide, conformément au protocole national de vaccination, ou du résultat d’un test PCR ne dépassant pas les 72 heures."

### Limitations de déplacements
Les autorités publiques ont limité les déplacements autorisés durant le mois de ramadan, interdisant tous les déplacements de nuit, entre la tranche horaire de 19 h à 5 h, sauf pour les employés des secteurs primordiaux.
Le 12 mai, le ministre de l'éducation nationale, de la formation professionnelle, de l'enseignement supérieur et de la recherche scientifique Said Amzazi a annoncé les détails du plan élaboré pour le déroulement de la continuité pédagogique assurée depuis l'arrêt des cours en présence suivis, et qui stipule que les élèves ne retourneront en classe qu'à partir de septembre prochain, tout en bénéficiant des cours à distance depuis la plateforme TelmidTice ou depuis les émissions de télévision scolaire, que les notes retenus pour tous les niveaux scolaires seront celles du premier semestre et que les élèves de la premières et de la seconde année du baccalauréat passeront les examens de certification à la fin du cursus dispensé durant cette année scolaire, examens qui porteront sur les cours dispensés en présence jusqu'au 14 mars. Le ministre a également mis la lumière sur quelques-unes des mesures de protection qui seront établies afin d'éviter les infections durant les périodes d'examens, et la programmation de cours intensifs à distance pour assurer la préparation nécessaire aux épreuves régionales et nationales du baccalauréat.
Le 18 mai, le conseil du gouvernement s'est réuni pour prolonger l'état d'urgence sanitaire qui devait prendre fin le 20 mai 2020 de trois semaines. Le premier ministre Sâad Eddine El Othmani a indiqué que c'était une mesure de protection nécessaire pour éviter l'apparition de foyer épidémique.
Les autorités ont procédé à l'arrestation du cheikh salafiste Abou Naïm, accusé d’incitation à la haine et de menace à l’ordre public. Ce dernier avait diffusé une vidéo dans laquelle il décrivait le coronavirus comme étant « un délire, un fruit de l’imagination, un mirage », et où il critiquait la décision du gouvernement de fermer les mosquées, car cela ferait du Maroc « un pays renégat ». D’autres vidéos ont circulé, montrant des militants islamistes affirmer que le virus était une « plaie divine ».
La réactivité des autorités face à la crise a globalement été saluée, bien que des abus policiers ont aussi été constatés.
Les ouvriers sont particulièrement touchés par l’épidémie. Certaines entreprises ont en effet été autorisées à poursuivre leur activité à condition de suivre un protocole sanitaire. Plusieurs ONG marocaines ont d’ailleurs interpellé le gouvernement sur les mesures de prévention sur les lieux de travail. Pour Nadia Hmaity, de l’Association démocratique des femmes du Maroc (ADFM), « la responsabilité est partagée entre les autorités qui laissent ces usines exercer dans ces circonstances et les employeurs qui ne sont peut-être pas en mesure de les appliquer. Parce qu’ils n’ont pas forcément d’appui de la part des autorités sanitaires, ni de formations, et que la majorité des usines sont insalubres donc peu propices à des mesures sanitaires efficaces. Ou alors parce que certains sont tout simplement avides de gain ».
Le 28 mai, la réouverture des cafés et divers restaurants pouvant assurer les commandes à emporter et les livraisons à domicile a été annoncée par le ministère de l'industrie, du commerce et de l'économie verte et numérique. Réouverture pouvant prendre effet à partir du lendemain, 29 mai, il faudra cependant respecter des mesures sanitaires précises pour éviter l'apparition de foyers épidémiques.
Le 1er juin, le ministère de la santé nationale met en ligne l'application wiqaytna destinée à pister les cas contacts des cas confirmés de COVID-19 au Maroc.

## Conséquences politiques et économiques
Avec des infrastructures sanitaires fragiles, la politique de restrictions budgétaires des services sociaux suivie depuis des décennies est remise en cause. Les hôpitaux ne compteraient, selon le chef du gouvernement, que 250 lits de réanimation à travers le Maroc. Devant la polémique provoquée par ses propos, il affirme que le pays compte en réalité 1 600 lits de réanimation.
Les retombées sociales de cette pandémie ont été désastreuse pour ''près de 1.9 millions de personnes'' qui se sont retrouvées ''au chômage''. Ce nombre est à titre indicatif, car avoisinant ''5 millions, si on y inclut cette population active dans le secteur informel''.
La situation marocaine est d’autant plus inquiétante que la crise du coronavirus advient en une année de sécheresse, rendant très précaire la situation de l'agriculture. Selon l’expert économique Najib Akesbi, « nous vivons deux chocs en même temps. On avait déjà vu avant le coronavirus les prémices d’une année économique et sociale difficile à cause de la sécheresse. Les prévisions parlaient en effet d’une récolte de 40 millions de quintaux de blé, soit 42 % de moins que la moisson de l’année dernière, et 34 % si on compare à la moyenne des 5 dernières années ». Selon lui, la crise démontre l’échec des théories néolibérales, qui reposaient sur l'idée que le marché et le secteur privé pouvaient tout assurer : « Cela fait 40 ans que nous suivons les politiques d’austérité dictées par les institutions internationales. Cette crise a ouvert les yeux de tout le monde. »
Le haut-commissaire à la planification Ahmed Halimi a reconnu que « l’année 2020 sera la pire pour l’économie marocaine depuis 1999 ». Il ajoute que la crise du coronavirus a montré « les points faibles du régime et l’absence d’acquis du néolibéralisme imposé par le FMI », et estime que « le retour à l’État social s’impose. »
Des militants des droits humains ont fait circuler une pétition appelant à « libérer tous les prisonniers politiques et les prisonniers d’opinion, ainsi que les prisonniers des mouvements sociaux, y compris ceux du mouvement du Rif ». Ils ont également demandé une grâce pour certaines catégories de prisonniers de droit commun. Un appel similaire, baptisé « l’appel de l’espoir », a été lancé par plus de 200 personnalités, afin qu’une grâce soit accordée à tous les prisonniers du mouvement du Rif, ainsi qu’aux journalistes qui ont été condamnés dans ce contexte.
Les conditions de travail dans les centres d’appels sont mises en cause dans un appel syndical international : « Les cas de Covid-19 ne cessent de s’accumuler puisque la proximité et les conditions de travail sont un terrain particulièrement favorable à la propagation du virus. Les centres annoncent des infections tous les jours, parfois par dizaines, et ferment pour mieux rouvrir quelques jours après. » Alors que la législation marocaine ne reconnait pas le droit de retrait, les salariés des entreprises ayant choisi de maintenir leurs activités. sont en effet fortement exposés à l'épidémie. Certaines multinationales de la relation clients ont pour leur part demandé à leurs téléconseillers de liquider leurs congés payés, voire de prendre des congés anticipés sur 2021. Dans une note adressée à ses adhérents, la Chambre française de commerce et d’industrie du Maroc recommande aux entreprises de recourir à ce procédé : « Si le crédit de congés payés est insuffisant, il faut négocier avec les salariés un congé sans solde ».
En addition aux marocains souffrant des retombées et conséquences économiques de cette pandémie, la majorité des migrants ont perdu leurs emplois, ceux déclarés à la CNSS et mis au chômage technique pourront s'ils sont éligibles bénéficier de l'aide financière de l'État, mais cependant, selon Mehdi Alioua, ancien président du Groupe Antiraciste d'Accompagnement et de Défense des Étrangers et Migrants, près de 20 000 personnes auront des difficultés à subsister à leurs besoins alimentaires. 

### Mesures visant à limiter l’impact économique de la pandémie[33]

#### Entreprises

##### Suspension du paiement des cotisations sociales
La CNSS a annoncé que les entreprises n’auront pas à payer de pénalités en cas de retard dans le paiement de leurs cotisations sociales dues pour les mois de mars, avril, mai et juin 2020. Les entreprises souhaitant décaler le paiement de leurs cotisations devront manifester leur demande via le portail consacré à l’opération Covid-19 de la CNSS. Elles auront ensuite à s’acquitter du cumul de leurs cotisations dues sur ces quatre mois, avec une possibilité d’échelonner ce paiement sur une période pouvant aller jusqu’à 12 mois.

##### Mise en place d’un moratoire pour le remboursement des crédits bancaires
Les entreprises peuvent suspendre le remboursement des échéances des crédits bancaires et leasings jusqu’au 30 juin 2020 sans paiement de frais ni de pénalités.

##### Activation d’une ligne supplémentaire de crédit de fonctionnement
La Caisse centrale de garantie (CCG) a mis en place un nouveau mécanisme de garantie appelé « Damane Oxygène » en faveur des très petites, petites, et moyennes entreprises, dont le chiffre d’affaires ne dépasse pas 200 millions de dirhams, ainsi que les entreprises de taille intermédiaire dont le chiffre d’affaires est situé entre 200 et 500 millions de dirhams.
Ce nouveau produit de garantie permet la création d’une nouvelle ligne de financement supplémentaire sous forme de découverts exceptionnels visant à financer les besoins en fonds de roulements des entreprises cibles. Il permettra ainsi de couvrir jusqu’à 3 mois de charges courantes liées à l’exploitation, et peut aller jusqu’à 20 millions de dirhams. Pour les cas des entreprises ne disposant pas de lignes de financement à court termes, ce découvert exceptionnel peut atteindre 5 millions de dirhams.
Enfin, pour permettre aux banques d’accélérer le traitement des demandes de financement des entreprises, la CCG a accordé une délégation aux établissements de crédit pour engager sa garantie pour tout crédit dont le montant est inférieur à 2 millions de dirhams.

##### Report des échéances fiscales
Les entreprises dont le chiffre d'affaires est inférieur à 20 MDhs peuvent, si elles le souhaitent, bénéficier du report des déclarations fiscales et du paiement de l'impôt, du 31 mars jusqu’à fin juin 2020. Le report des échéances porte sur la déclaration du résultat fiscal, le complément de l’impôt sur les sociétés dû au titre de l'exercice 2019, et le premier acompte provisionnel exigible au titre de l'exercice en cours.
Les sociétés concernées bénéficient d'office de ce report sans formalité. Le chiffre d'affaires déclaré au titre de l'exercice 2018 fait foi.
Les sociétés dont le chiffre d'affaires est supérieur ou égal à 20Mdhs, qui subissent d'énormes préjudices économiques en raison de la baisse drastique de l'activité, et qui se trouvent confrontées à des difficultés financières, peuvent solliciter du Ministre chargé des finances ou de la personne déléguée par lui à cet effet, une mesure de bienveillance leur permettant de bénéficier d'un étalement ou d'un report du paiement de l'impôt.

### Contrôles fiscaux et ATD
Le CVE a annoncé la suspension des contrôles fiscaux et des ATD jusqu’au 30 juin 2020.

#### Mesures en faveur des salariés
La CNSS a annoncé la mise à disposition des employeurs du portail électronique « covid19.cnss.ma » dédié au dépôt des demandes pour bénéficier d’une indemnité forfaitaire mensuelle nette durant la période allant du 15 mars au 30 juin 2020. Cette indemnité concerne les salariés déclarés à la CNSS au titre du mois de février 2020, en arrêt temporaire de travail, et relevant des entreprises en difficulté. Elle concerne également les salariés dont le revenu a baissé ou a été suspendu à cause de la crise induite par le Coronavirus. L’Indemnité sera de 1.000 dirhams pour le mois de mars et de 2.000 dirhams pour les mois d’avril, mai, et juin 2020.
Ces salariés bénéficieront également pendant cette période des allocations familiales et des prestations de l’AMO. Ils pourront, en outre, bénéficier du report du remboursement des échéances des crédits bancaires (crédits consommation et crédit acquéreur) jusqu’au 30 juin 2020. Cette mesure a été étendue à l’ensemble du ménage.

#### Plan d’action social

##### Création d’un fonds spécial destiné à la gestion de la pandémie du Coronavirus
Il a été créé, à la suite des instructions du Roi, par décret no 02.20.269 du 16 mars 2020, un compte d’affectation spéciale intitulé « Fonds spécial pour la gestion de la pandémie du Coronavirus (Covid-19) ». Celui-ci sera réservé à la prise en charge des dépenses de mise à niveau du dispositif médical, en termes d’infrastructures adaptées et de moyens supplémentaires à acquérir, dans l’urgence. Il servira également au soutien de l’économie nationale, à travers une batterie de mesures qui seront proposées par le gouvernement, notamment en termes d’accompagnement des secteurs vulnérables aux chocs induits par la crise du Coronavirus, tels que le tourisme, ainsi qu’en matière de préservation des emplois et d’atténuation des répercussions sociales de cette crise.

##### Traitement fiscal des dons au fonds spécial destiné à la gestion de la pandémie du Coronavirus
La Direction générale des impôts a annoncé que les dons en argent des personnes physiques et morales au fonds spécial pour la gestion de la pandémie du Coronavirus (Covid-19 – 19) sont traités comme des dons revêtant le caractère de charges comptables déductibles du résultat fiscal.

#### Finance – Banque

##### Approvisionnement en monnaie fiduciaire
Bank Al Maghrib a annoncé que l’approvisionnement en monnaie fiduciaire de tout le Royaume était assuré. Elle a également annoncé qu’un plan de coordination avec l’ensemble du secteur bancaire a été mis en place afin que l’ensemble des guichets automatiques bancaires du territoire soient alimentés de manière continue.

##### Taux directeur à 2%
Bank Al Maghrib a décidé, pour soutenir l'activité économique, de réduire le taux directeur de 25 points.

##### Mesures de politique monétaire et prudentielles pour soutenir l’accès au crédit bancaire au profit des ménages et des entreprises
Bank Al Maghrib a annoncé la mise en place d’un dispositif permettant de tripler la capacité de refinancement des banques à travers les mesures ci-après :
- la possibilité de recours pour les banques à l’ensemble des instruments de refinancement en dirhams et en devises ;
- l’extension à un très large éventail de titres et effets acceptés par Bank Al Maghrib en contrepartie des refinancements accordés aux banques ;
- l’allongement de la durée de ces refinancements ; et
- le renforcement de son programme de refinancement spécifique au profit de la TPME, en y intégrant, en plus des crédits d’investissement, les crédits de fonctionnement et en augmentant la fréquence de leur refinancement.

Bank Al Maghrib prend également des mesures d’accompagnement des établissements de crédit au plan prudentiel couvrant les exigences en matière de liquidité, fonds propres et de provisionnement des créances à l’effet de renforcer la capacité de ces établissements à soutenir les ménages et les entreprises dans ces circonstances exceptionnelles.
Bank Al-Maghrib continuera de suivre de près les implications de la crise sanitaire sur l’économie nationale et le système financier et prendrait, le cas échéant, les initiatives nécessaires pour y faire face.

##### Tirage d’un montant de3 milliardsde dollars sur la Ligne de Précaution et de Liquidité (LPL) du FMI
En prévision d’une récession économique mondiale causée par la crise du Coronavirus, le Maroc a procédé à un tirage sur la LPL pour un montant équivalent à près de 3 milliards de dollars, remboursable sur une période de 5 ans, avec une période de grâce de 3 ans. Ce tirage vise à maintenir les réserves de change du Royaume à un niveau adéquat à même de consolider la confiance des investisseurs étrangers et les partenaires économiques multilatéraux et bilatéraux. Il sera mis à la disposition de Bank-Al-Maghrib et affecté essentiellement au financement de la balance des paiements, sans aggraver la dette publique.

#### Alimentation

##### Approvisionnement en produits agricoles et de la pêche
Le ministère de l’Agriculture, de la Pêche Maritime, du Développement Rural et des Eaux et Forêts a assuré que le marché marocain ne souffrira d’aucune discontinuité dans son approvisionnement en produits agricoles et de la pêche. Le réapprovisionnement sera garanti grâce aux disponibilités suffisantes dont bénéficie le Maroc ainsi qu’à la continuité de la production agricole et de la pêche qui ne subira aucune rupture. L’approvisionnement en produits importés ne connaîtra également aucune perturbation étant donné que les flux de marchandises se poursuivent normalement à l’import comme à l’export.

##### Mesures sanitaires et hygiène
Le ministère a également annoncé la mise en place par l’ensemble des acteurs et opérateurs concernés de mesures sanitaires et d’hygiène strictes, et ce, au niveau de l’ensemble des unités et services de production, de traitement et de distribution de produits agricoles et de la pêche.

#### Produits pharmaceutiques

##### Réglementation des prix des masques sanitaires et gels hydroalcooliques
Le Gouvernement a décidé de réglementer les prix et maîtriser les circuits de distribution des masques sanitaires et des gels hydroalcooliques. À cet effet, les prix maximums ont été publiés dans le Bulletin Officiel du mardi 17 mars 2020.

##### Procédure d’achat des médicaments et équipements médicaux
Par un décret no 2.20.270 publié au Bulletin officiel le 17 mars 2020, le gouvernement a assoupli la procédure d’achat des médicaments et équipements médicaux qui se fera désormais par bons de commandes et non pas par appel d’offres. Le gouvernement a également supprimé le plafond des bons de commande fixé à 200.000 dirhams.

#### Énergie
Le ministère de l’Énergie, des Mines et de l’Environnement a annoncé la mise en place d’une cellule de veille pour suivre le processus d’approvisionnement énergétique du marché national.

#### Particuliers

##### Pensions de retraite
À la suite des directives gouvernementales du 19 mars 2020 relatives à l’état d’urgence sanitaire, la Caisse marocaine des retraites (CMR) a annoncé avoir pris toutes les mesures nécessaires en vue d’assurer le paiement des pensions et des autres prestations d’une manière normale.
Par ailleurs, afin de limiter les déplacements de ses allocataires, la caisse interprofessionnelle marocaine de retraites (CIMR) a décidé de verser systématiquement les pensions du mois d’avril sans l’obligation d’attestation de vie par la production du certificat de vie ou l’activation de la carte RAHATI.

##### Système d’indemnisation pour les travailleurs du secteur informel
Le CVE a annoncé que les ménages opérant dans le secteur informel, et qui n’ont plus de revenus du fait du confinement obligatoire, peuvent bénéficier d’une aide de subsistance qui sera financée par le fonds spécial destiné à la gestion de la pandémie du Coronavirus. Celle-ci sera de :
- 800 dirhams par mois pour les ménages de deux personnes ou moins ;
- 1.000 dirhams par mois pour les ménages formés de trois à quatre personnes ;
- 1.200 dirhams par mois pour les ménages de plus de quatre personnes.

Pour les bénéficiaires détenteurs d’une carte Ramed, la demande s’effectue par envoi du numéro de la carte Ramed, valide au 31 décembre 2019, par SMS au 1212. Les déclarations pourront être faites à partir du lundi 30 mars 2020 et les distributions des aides se feront progressivement à compter du lundi 6 avril 2020. Toute déclaration volontairement non fondée est passible de poursuites judiciaires.
Lors de la réunion du 20 avril 2020, le comité de veille économique au Maroc a indiqué que la distribution des aides financières aux patriarches des familles détenteurs d'une carte Ramed a permis de venir en aide durant ces temps de pandémie à plus de 200 000 familles éligibles chaque jour, tout en veillant au respect des normes sanitaires en vigueur.

#### Conséquences sur le taux de chômage
La crise due au Covid-19 a causé une hausse du taux de chômage au Maroc durant le deuxième trimestre 2020, qui a atteint 12,3 % contre 8,1 % durant la même période un an auparavant.

## Historique de la pandémie

### 2020

#### Mars 2020
Le 2 mars, un homme de nationalité marocaine revenant d'Italie est testé positif au coronavirus. « Son état est stable et ne suscite pas d'inquiétudes », précise le ministère de la Santé dans un communiqué.
Le 5 mars, un deuxième cas de coronavirus est enregistré au Maroc. Il s'agit de nouveau d'une ressortissante italienne d'origine marocaine âgée de 89 ans se trouvant par ailleurs dans un état critique.
Le 10 mars, un nouveau cas est annoncé, il s'agit d'un touriste français visitant la ville de Marrakech. Le même jour, un cas de décès est annoncé.
Le 11 mars, trois nouveaux s'ajoutent à la liste, ce sont la femme et la fille du touriste français diagnostiqué le 10 mars. Le troisième cas concerne une française d'origine sénégalaise âgée de 64 ans arrivée à Fès.
Le 13 mars, deux nouveaux cas sont enregistrés, il s'agit d'un homme de nationalité marocaine arrivé à Casablanca depuis l'Espagne et d'une ressortissante française qui se trouvait à Taroudant.
Le 14 mars, dix nouveaux cas sont annoncés, dont huit sont des marocains qui proviennent d'Espagne, d'Italie et de France. Le neuvième cas concerne la première contamination locale à partir d'un précédent cas enregistré. Un communiqué déclare que le ministre de l'Équipement, du Transport, de la Logistique et de l’Eau, Abdelkader Amara, est testé positif au coronavirus faisant de lui le 18e cas confirmé et la première personnalité publique contaminée au Maroc.
Le 15 mars, dix nouveaux cas de coronavirus sont apparus. Ils sont importés d'Espagne, de France, d'Italie et d'Autriche. « L'état des nouveaux patients est stable et n'inspire pas d'inquiétude », déclare le ministère de la Santé dans un communiqué. Le nombre total de cas atteints du coronavirus est désormais de 28.
Le 16 mars, le ministère de la santé annonce neuf nouveaux cas de contamination, ce qui lève le nombre de malades au Maroc à 37 dont une guérison et un mort.
Le 17 mars, le ministère de la Santé annonce sept nouveaux cas de contamination ainsi qu'un nouveau cas de décès, ce qui lève le nombre de malades au Maroc à 44 dont une guérison et deux morts.
Le 18 mars, le ministère de la Santé annonce dix nouveaux cas de contamination, ce qui lève le nombre total de cas atteints du coronavirus à 54 dont une guérison et deux morts.
Le 19 mars, le ministère de la Santé annonce neuf nouveaux cas de contamination et un nouveau cas de guérison, ce qui lève le nombre total de cas atteints du coronavirus à 63 dont deux guérisons et deux morts.
Le 20 mars, le ministère de la Santé annonce 23 nouveaux cas de contamination et un nouveau mort, ce qui lève le nombre total de cas atteints du coronavirus à 86 dont deux guérisons et trois morts.
Le 21 mars, 10 nouveaux cas atteints du coronavirus sont déclarés au Maroc, ainsi qu'un nouveau cas de guérison, ce qui lève le nombre total de cas atteints à 96 cas dont trois guérisons et 4 morts.
Le 22 mars, 19 nouveaux cas sont déclarés, le nombre total de cas atteints du coronavirus s’élève à 115 dont trois guérisons et quatre morts.
Le 23 mars, 28 nouveaux patients sont atteints du coronavirus au Maroc, le nombre de cas atteints du coronavirus s'élève à 143 dont cinq guérisons et quatre décès.
Le 24 mars, 27 nouveaux cas atteints du coronavirus au Maroc, le nombre de testés positifs s'élève à 170 dont six guérisons et cinq décès.
Le 25 mars, 55 nouveaux cas atteints du coronavirus, une personne guérie et une autre est décédée, ce qui lève le nombre total de cas atteints du coronavirus à 225 dont sept guérisons et six morts.
Le 26 mars, est marqué par un nombre de cas cumulé de 275, le nombre de nouveaux cas enregistrés s'élève à 50. 
Le 27 mars, 70 nouveaux cas sont dépistés positifs au coronavirus, le nombre total de cas atteints cumulé s'élève désormais à 345 dont onze rémissions et vingt-trois décès.
Le 28 mars, 45 nouveaux cas ont été annoncés par le ministère de la Santé, ainsi qu'un nouveau décès, ce qui lève le nombre total de cas atteints du coronavirus à 390, dont 11 guérisons et 24 morts. Le nombre de cas confirmés atteindra plus tard dans la soirée 402 cas comme l'a annoncé le ministère de la santé, le nombre de cas enregistrés durant cette journée s'élève à 57 cas.
Le 29 mars, 61 nouveaux cas sont annoncés par le ministère de la santé, le nombre de cas cumulés s'élève à 463 dont treize rémissions et vingt-six décès. Le nombre de cas confirmés a atteint plus tard dans la soirée 479, soit 16 nouveaux cas.
Le 30 mars, un nombre de cas cumulés de 556 est enregistré, soit 77 nouveaux cas, le nombre de personnes décédées a atteint 33 personnes, et celui des guérisons a atteint 15,
Le 31 mars, le ministère de la santé a annoncé que le nombre de cas cumulés a atteint 602, soit 46 nouveaux cas, dont 24 guérisons et 36 décès. Le ministère a annoncé plus tard dans la soirée que 15 nouveaux cas avaient été dépistés positifs au Covid-19, ce qui augmente le nombre total de cas cumulés durant cette journée à 617.

#### Avril 2020
Le 1er avril, le ministère de la santé a annoncé en début de journée que 21 nouveaux cas avaient été enregistrés, soit un nombre de cas cumulés de 638. Le nombre de cas dépistés positifs au Covid-19 durant la journée a augmenté de 4 et a atteint 642. La cellule de veille luttant contre la pandémie a annoncé le décès d'une nouvelle personne à cause du corona, soit 37 décès, et la guérison de deux nouvelles personnes, soit 26 guérisons. Le ministère de la santé a annoncé plus tard que le nombre de malades était de 654, que le nombre des décès s'élevait à 39, et que celui des guérisons était de 29.
Le 2 avril, la veille sanitaire du ministère de la santé a annoncé que 37 nouveaux cas avaient été enregistrés, soit 691 cas confirmés de coronavirus depuis le début de la pandémie, que le nombre de décès a atteint 44 décès, et que le nombre de guérisons était 30. Le ministère a déclaré plus tard dans la soirée que 10 autres cas avaient été enregistrés depuis la dernière annonce faite, soit 708 cas confirmés de malades atteints du coronavirus de 2019-2020 et qu'un autre patient s'était également rétabli du SARS-covid2, soit 30 personnes guéries.
Le 3 avril, la veille sanitaire du ministère a indiqué en début d'après-midi qu'il y avait 27 nouveaux cas confirmés de coronavirus, et que le nombre de cas était de 735, les personnes guéries étaient à cette annonce 49, et les personnes décédées des suites de leurs infections par la pandémie du corona étaient 47. Le ministère a annoncé vers la fin de l'après-midi que le nombre de rémissions avait atteint 56 personnes guéries, et que celui des décès s'élevait à 47, Le nombre de cas confirmés de coronavirus lors de cette annonce était 761 cas. L'annonce du ministère durant la nuit a indiqué que 30 nouveaux cas étaient atteints du coronavirus depuis l'annonce effectuée à 18 h, 83 cas confirmés de coronavirus ont été enregistrés durant cette journée du 3 avril, et 791 cas sont confirmés atteints de la Covid-19 au Maroc, le nombre de personnes guéries est à cette déclaration 57, et celui des décès est 48.
Le 4 avril, 128 nouveaux cas atteints de coronavirus ont été enregistrés, le nombre cumulé de malades étant de 919 lors de la dernière annonce du ministère de la santé. Le nombre de décès est 59, celui des guérisons est 66.
Le 5 avril, le nombre de cas a augmenté de 102. À l'annonce de l'après-midi, 990 cas atteints de la Covid-19 étaient enregistrés, les personnes qui se sont rétablis de cette maladie étaient au nombre de 71, et les décès au nombre de 69. Dans la mise en ligne de 21 h de la cellule de veille contre le coronavirus au Maroc, le nombre de patients atteints de cette maladie était 1021, 76 cas se sont rétablis, et 70 personnes sont décédées à cause de la Covid-19.
Le 6 avril, le nombre de cas a augmenté de 99, 1 120 malades sont atteints du coronavirus-2, le nombre de rémissions est de 81, celui des décès est de 80. Le ministère de la santé a publié aujourd'hui sur son site officiel (13 Châabane de l'AH) un communiqué de condoléance destiné aux familles des deux médecins décédés à la suite de leur contraction du coronavirus.
Le 7 avril, 64 nouveaux cas ont été enregistrés, le nombre de cas atteints du virus est 1184, dont 1 001 cas actifs en soins, 93 guérisons et 90 décès.
Le 8 avril, 91 nouveaux patients ont été diagnostiqués atteints de la Covid-19, le nombre de cas est 1275, dont 97 guérisons et 93 décès.
Le 9 avril, 99 nouvelles infections au coronavirus ont été enregistrées, le nombre de malades a atteint 1374, dont 109 rémissions et 97 décès.
Le 10 avril, 74 nouveaux malades atteints du coronavirus ont été enregistrés, le nombre de malades est 1448, dont 122 guérisons et 107 décès.
Le 11 avril, 97 nouveaux patients ont été confirmés atteints de la Covid-19, le nombre de malades est 1545, dont 146 guérisons et 111 décès.
Le 12 avril, 116 nouvelles contaminations au Covid-19-19 ont été enregistrés, le nombre de patients est 1661, dont 177 guérisons et 118 décès.
Le 13 avril, 102 nouvelles infections au coronavirus ont été diagnostiquées, le nombre de patients a atteint 1763, dont 203 guérisons et 126 décès.
Le 14 avril, 125 nouveaux patients ont été confirmés atteints de la Covid-19, le nombre de patients a atteint 1888, dont 217 guérisons et 126 décès.
Le 15 avril, 136 nouveaux malades atteints du coronavirus ont été enregistrés, le nombre de patients a atteint 2024 dont 229 guérisons et 127 décès.
Le 16 avril, 259 nouveaux patients ont été diagnostiqués atteints de la Covid-19, le nombre de patients a atteint 2 283, dont 249 guérisons et 130 décès.
Le 17 avril, 281 nouveaux malades atteints du coronavirus ont été enregistrés, le nombre de malades est de 2 564, dont 281 guérisons et 135 décès.
Le 18 avril, 121 nouveaux malades atteints du coronavirus ont été enregistrés, le nombre de malades est 2 685, dont 314 guérisons et 137 décès.
Le 19 avril, 170 nouveaux cas ont été enregistrés, le nombre de cas atteints du virus est 2 855, dont 327 guérisons et 141 décès.
Le 20 avril, 191 nouveaux malades atteints du coronavirus ont été enregistrés, le nombre de cas est 3 046, dont 350 guérisons et 143 décès.
Le 21 avril, 163 nouveaux malades atteints du coronavirus ont été enregistrés, le nombre de malades est 3 209, dont 393 guérisons et 145 décès.
Le 22 avril, 237 nouveaux patients ont été confirmés atteints de la Covid-19, le nombre de patients a atteint 3 446, dont 417 guérisons et 149 décès.
Le 23 avril, 122 nouveaux malades atteints du coronavirus ont été enregistrés, le nombre de malades est de 3 568, dont 456 guérisons et 155 décès.
Le 24 avril, 190 nouveaux cas ont été enregistrés, le nombre de cas atteints du virus est 3 758, dont 486 guérisons et 158 décès.
Le 25 avril, 139 nouveaux patients ont été confirmés atteints de la Covid-19, le nombre de patients a atteint 3 897, dont 537 guérisons et 159 décès.
Le 26 avril, 168 nouveaux cas ont été enregistrés, le nombre de cas atteints du virus est 4 065, dont 593 guérisons et 161 décès.
Le 27 avril, 55 nouveaux malades atteints du coronavirus ont été enregistrés, le nombre de malades est de 4 120, 695 guérisons et 161 décès.
Le 28 avril, 132 nouveaux patients ont été confirmés atteints de la Covid-19, le nombre de patients a atteint 4 252, dont 778 guérisons et 165 décès.
Le 29 avril, 69 nouveaux malades atteints du coronavirus ont été enregistrés, le nombre de malades est de 4 321, 928 guérisons et 168 décès.
Le 30 avril, 102 nouveaux malades atteints du coronavirus ont été enregistrés, le nombre de malades est de 4 423, 984 guérisons et 170 décès.

#### Mai 2020
Le 1er mai, 146 nouveaux cas ont été enregistrés, le nombre de cas atteints du virus est 4 569, dont 1 083 guérisons et 171 décès.
Le 2 mai, 160 nouveaux patients ont été confirmés atteints de la Covid-19, le nombre de patients a atteint 4 729, dont 1 256 guérisons et 173 décès.
Le 3 mai, 174 nouveaux malades atteints du coronavirus ont été enregistrés, le nombre de malades est de 4 903, 1 438 guérisons et 174 décès.
Le 4 mai, 150 nouveaux cas ont été enregistrés, le nombre de cas atteints du virus est 5 053, dont 1 653 guérisons et 179 décès.
Le 5 mai, 166 nouveaux malades atteints du coronavirus ont été enregistrés, le nombre de malades est de 5 219, 1 838 guérisons et 181 décès.
Le 6 mai, 189 nouveaux cas ont été enregistrés, le nombre de cas atteints du virus est 5 408, dont 2 017 guérisons et 183 décès.
Le 7 mai, 140 nouveaux patients ont été confirmés atteints de la Covid-19, le nombre de patients a atteint 5 548, dont 2 179 guérisons et 183 décès.
Le 8 mai, 163 nouveaux malades atteints du coronavirus ont été enregistrés, le nombre de malades est de 5 711, 2 324 guérisons et 186 décès.
Le 9 mai, 199 nouveaux patients ont été confirmés atteints de la Covid-19, le nombre de patients a atteint 5 910, dont 2 461 guérisons et 186 décès.
Le 10 mai, 153 nouveaux malades atteints du coronavirus ont été enregistrés, le nombre de malades est de 6 063, 2 545 guérisons et 188 décès.
Le 11 mai, 218 nouveaux cas ont été enregistrés, le nombre de cas atteints du virus est 6 281, dont 2 811 guérisons et 188 décès.
Le 12 mai, 137 nouveaux malades atteints du coronavirus ont été enregistrés, le nombre de malades est de 6 418, 2 991 guérisons et 188 décès.
Le 13 mai, 94 nouveaux patients ont été confirmés atteints de la Covid-19, le nombre de patients a atteint 6 512, dont 3 131 guérisons et 188 décès.
Le 14 mai, 95 nouveaux malades atteints du coronavirus ont été enregistrés, le nombre de malades est de 6 607, 3 310 guérisons et 190 décès.
Le 15 mai, 45 nouveaux cas ont été enregistrés, le nombre de cas atteints du virus est 6 652, dont 3 400 guérisons et 190 décès.
Le 16 mai, 89 nouveaux patients ont été confirmés atteints de la Covid-19, le nombre de patients a atteint 6 741, dont 3 487 guérisons et 192 décès.
Le 17 mai, 129 nouveaux malades atteints du coronavirus ont été enregistrés, le nombre de malades est de 6 870, 3 660 guérisons et 192 décès.
Le 18 mai, 82 nouveaux cas ont été enregistrés, le nombre de cas atteints du virus est 6 952, dont 3 758 guérisons et 192 décès.
Le 19 mai, 71 nouveaux malades atteints du coronavirus ont été enregistrés, le nombre de malades est 7 023, 3 901 guérisons et 193 décès.
Le 20 mai, 110 nouveaux patients ont été confirmés atteints de la Covid-19, le nombre de patients a atteint 7 133, dont 4 098 guérisons et 194 décès.
Le 21 mai, 78 nouveaux malades atteints du coronavirus ont été enregistrés, le nombre de malades est 7 211, 4 280 guérisons et 196 décès.
Le 22 mai, 121 nouveaux malades atteints du coronavirus ont été enregistrés, le nombre de malades est de 7 332, 4 377 guérisons et 197 décès.
Le 23 mai, 74 nouveaux cas ont été enregistrés, le nombre de cas atteints du virus est 7 406, dont 4 638 guérisons et 198 décès.
Le 24 mai, 27 nouveaux malades atteints du coronavirus ont été enregistrés, le nombre de malades est 7 433, 4 703 guérisons et 199 décès.
Le 25 mai, 99 nouveaux cas ont été enregistrés, le nombre de cas atteints du virus est 7 532, dont 4 774 guérisons et 200 décès.
Le 26 mai, 45 nouveaux patients ont été confirmés atteints de la Covid-19, le nombre de patients a atteint 7 577, dont 4 881 guérisons et 202 décès.
Le 27 mai, 24 nouveaux malades atteints du coronavirus ont été enregistrés, le nombre de malades est 7 601, 4 978 guérisons et 202 décès.
Le 28 mai, 42 nouveaux cas ont été enregistrés, le nombre de cas atteints du virus est 7 643, dont 5 195 guérisons et 202 décès.
Le 29 mai, 71 nouveaux malades atteints du coronavirus ont été enregistrés, le nombre de malades est 7 714, 5 271 guérisons et 202 décès.
Le 30 mai, 66 nouveaux patients ont été confirmés atteints de la Covid-19, le nombre de patients a atteint 7 780, dont 5 401 guérisons et 204 décès.
Le 31 mai, 27 nouveaux malades atteints du coronavirus ont été enregistrés, le nombre de malades est 7 807, 5 459 guérisons et 205 décès.

#### Juin 2020
Le 1er juin, 26 nouveaux patients ont été confirmés atteints de la Covid-19, le nombre de patients a atteint 7 833, dont 5 893 guérisons et 205 décès.
Le 02 juin, 33 nouveaux cas ont été enregistrés, le nombre de cas atteints du virus est 7 866, dont 6 410 guérisons et 206 décès.
Le 03 juin, 56 nouveaux malades atteints du coronavirus ont été enregistrés, le nombre de malades est 7 922, 6 866 guérisons et 206 décès.
Le 04 juin, 81 nouveaux cas ont été enregistrés, le nombre de cas atteints du virus est 8 003, dont 7 195 guérisons et 208 décès.
Le 05 juin, 68 nouveaux cas ont été enregistrés, le nombre de cas atteints du virus est 8 071, dont 7 268 guérisons et 208 décès.
Le 06 juin, 80 nouveaux cas ont été enregistrés, le nombre de cas atteints du virus est 8 151, dont 7 315 guérisons et 208 décès.
Le 07 juin, 73 nouveaux patients ont été confirmés atteints de la Covid-19, le nombre de patients a atteint 8 224, dont 7 346 guérisons et 208 décès.
Le 08 juin, 78 nouveaux cas ont été enregistrés, le nombre de cas atteints du virus est 8 302, dont 7 408 guérisons et 208 décès.
Le 09 juin, 135 nouveaux malades atteints du coronavirus ont été enregistrés, le nombre de malades est 8 437, 7 493 guérisons et 210 décès.
Le 10 juin, 71 nouveaux cas ont été enregistrés, le nombre de cas atteints du virus est 8 508, dont 7 565 guérisons et 211 décès.
Le 11 juin, 29 nouveaux malades atteints du coronavirus ont été enregistrés, le nombre de malades est 8 537, 7 583 guérisons et 211 décès.
Le 12 juin, 73 nouveaux patients ont été confirmés atteints de la Covid-19, le nombre de patients a atteint 8 610, dont 7 618 guérisons et 212 décès.
Le 13 juin, 82 nouveaux cas ont été enregistrés, le nombre de cas atteints du virus est 8 692, dont 7 696 guérisons et 212 décès.
Le 14 juin, 101 nouveaux cas ont été enregistrés, le nombre de cas atteints du virus est 8 793, dont 7 765 guérisons et 212 décès.

#### Juillet 2020
En juillet il y avait 11 789 nouveaux cas et 125 décès, portant le nombre de cas à 24 322 dont 353 décès.

#### Août 2020
En août il y avait 38 268 nouveaux cas et 788 décès, portant le nombre de cas à 62 590 dont 1 141 décès.

#### Septembre 2020
En septembre il y avait 58 593 nouveaux cas et 1 011 décès, portant le nombre de cas à 121 183 dont 2 152 décès.

#### Octobre 2020
En octobre il y avait 97 901 nouveaux cas et 1 543 décès, portant le nombre de cas à 219 084 dont 3 695 décès.

#### Novembre 2020
En novembre il y avait 137 252 nouveaux cas et 2 151 décès, portant le nombre de cas à 356 336 dont 5 846 décès.

#### Décembre 2020
En décembre il y avait 82 857 nouveaux cas et 1 542 décès, portant le nombre de cas à 439 193 dont 7 388 décès.

### 2021
Il y avait 31 964 nouveaux cas et 887 décès en janvier, portant le nombre de cas à 471 157 dont 8 275 décès.
Il y avait 12 497 nouveaux cas et 348 décès en février, portant le nombre de cas à 483 654 dont 8 623 décès.
Il y avait 12 443 nouveaux cas et 195 décès en mars, portant le nombre de cas à 496 097 dont 8 818 décès.
Il y avait 15 152 nouveaux cas et 205 décès en avril, portant le nombre de cas à 511 249 dont 9 023 décès.
Il y avait 7 967 nouveaux cas et 124 décès en mai, portant le nombre de cas à 519 216 dont 9 147 décès.
Il y avait 12 145 nouveaux cas et 149 décès en juin, portant le nombre de cas à 531 361 dont 9 296 décès.
Il y avait 92 167 nouveaux cas et 489 décès en juillet, portant le nombre de cas à 623 528 dont 9 785 décès.
Il y avait 237 420 nouveaux cas et 2 864 décès en août, portant le nombre de cas à 860 948 dont 12 649 décès.
Il y avait 72 123 nouveaux cas et 1 618 décès en septembre, portant le nombre de cas à 933 071 dont 14 267 décès.
Il y avait 13 074 nouveaux cas et 401 décès en octobre, portant le nombre de cas à 946 145 dont 14 668 décès.
Il y avait 3 772 nouveaux cas et 108 décès en novembre, portant le nombre de cas à 949 917 dont 14 776 décès.
Il y avait 13 145 nouveaux cas et 73 décès en décembre, portant le nombre de cas à 963 062 dont 14 849 décès.

### 2022
Il y avait 169 654 nouveaux cas et 551 décès en janvier, portant le nombre de cas à 1 132 716 dont 15 400 décès.
Il y avait 28 259 nouveaux cas et 588 décès en février, portant le nombre de cas à 1 160 975 dont 15 988 décès.
Il y avait 2 299 nouveaux cas et 72 décès en mars, portant le nombre de cas à 1 163 274 dont 16 060 décès.
Il y avait 1 679 nouveaux cas et 9 décès en avril, portant le nombre de cas à 1 164 953 dont 16 069 décès.
Il y avait 3 350 nouveaux cas et 7 décès en mai, portant le nombre de cas à 1 168 303 dont 16 076 décès.
Il y avait 48 606 nouveaux cas et 33 décès en juin, portant le nombre de cas à 1 216 909 dont 16 109 décès.
Il y avait 44 069 nouveaux cas et 33 décès en juillet, portant le nombre de cas à 1 260 978 dont 16 237 décès.
Il y avait 3 571 nouveaux cas et 37 décès en août, portant le nombre de cas à 1 264 549 dont 16 274 décès.
Il y avait 412 nouveaux cas et 4 décès en septembre, portant le nombre de cas à 1 264 961 dont 16 278 décès.
Il y avait 640 nouveaux cas et 3 décès en octobre, portant le nombre de cas à 1 265 601 dont 16 281 décès.
Il y avait 3 222 nouveaux cas et 3 décès en novembre, portant le nombre de cas à 1 268 823 dont 16 284 décès.
Il y avait 2 772 nouveaux cas et 10 décès en décembre, portant le nombre de cas à 1 271 595 dont 16 294 décès.

### 2023
Il y avait 6 804 nouveaux cas et 6 décès en 2023, portant le nombre de cas à 1 278 399 dont 16 300 décès.

## Statistiques

Nombre de cas au Maroc depuis le début de l'épidémie.

Graphe des cas actifs/rétablis/décédés au Maroc
- Morts
- Rétablis
- Cas actifs

Nombre de nouveaux cas positifs par jour au Maroc
Pour des raisons techniques, il est temporairement impossible d'afficher le graphique qui aurait dû être présenté ici.

Nombre de tests de dépistage effectués par jour au Maroc
Pour des raisons techniques, il est temporairement impossible d'afficher le graphique qui aurait dû être présenté ici.

Taux de test positif par jour en %
Pour des raisons techniques, il est temporairement impossible d'afficher le graphique qui aurait dû être présenté ici.

| Date           | Tests effectués | Cas négatifs | Cas positifs | Cas décédés | Cas rétablis | Nouveaux cas |
| -------------- | --------------- | ------------ | ------------ | ----------- | ------------ | ------------ |
| 2 mars 2020    | 29              | 28           | 1            | 0           | 0            | 1            |
| 3 mars 2020    | 33              | 32           | 1            | 0           | 0            | 0            |
| 4 mars 2020    | 35              | 34           | 1            | 0           | 0            | 0            |
| 5 mars 2020    | 50              | 48           | 2            | 0           | 0            | 1            |
| 6 mars 2020    | 52              | 50           | 2            | 0           | 0            | 0            |
| 7 mars 2020    | 57              | 55           | 2            | 0           | 0            | 0            |
| 8 mars 2020    | 62              | 60           | 2            | 0           | 0            | 0            |
| 9 mars 2020    | 62              | 60           | 2            | 0           | 0            | 0            |
| 10 mars 2020   | 66              | 63           | 3            | 0           | 0            | 1            |
| 11 mars 2020   | 85              | 78           | 6            | 1           | 0            | 3            |
| 12 mars 2020   | 98              | 91           | 6            | 1           | 0            | 0            |
| 13 mars 2020   | 116             | 106          | 8            | 1           | 1            | 2            |
| 14 mars 2020   | 132             | 112          | 18           | 1           | 1            | 10           |
| 15 mars 2020   | 152             | 122          | 28           | 1           | 1            | 10           |
| 16 mars 2020   | 191             | 152          | 37           | 1           | 1            | 9            |
| 17 mars 2020   | 230             | 183          | 44           | 2           | 1            | 7            |
| 18 mars 2020   | 320             | 263          | 54           | 2           | 1            | 10           |
| 19 mars 2020   | 374             | 307          | 63           | 2           | 2            | 9            |
| 20 mars 2020   | 476             | 385          | 86           | 3           | 2            | 23           |
| 21 mars 2020   | 543             | 441          | 96           | 3           | 3            | 10           |
| 22 mars 2020   | 634             | 512          | 115          | 4           | 3            | 19           |
| 23 mars 2020   | 786             | 643          | 143          | 4           | 5            | 28           |
| 24 mars 2020   | 855             | 685          | 170          | 5           | 6            | 27           |
| 25 mars 2020   | 965             | 740          | 225          | 6           | 7            | 55           |
| 26 mars 2020   | 1 206           | 931          | 275          | 10          | 8            | 50           |
| 27 mars 2020   | 1 786           | 1 423        | 345          | 23          | 11           | 70           |
| 28 mars 2020   | 1 976           | 1 574        | 402          | 25          | 12           | 57           |
| 29 mars 2020   | 2 273           | 1 794        | 479          | 26          | 13           | 77           |
| 30 mars 2020   | 2 751           | 2 195        | 556          | 33          | 15           | 77           |
| 31 mars 2020   | 3 079           | 2 462        | 617          | 36          | 24           | 61           |
| 1er avril 2020 | 3 345           | 2 691        | 654          | 39          | 29           | 37           |
| 2 avril 2020   | 3 624           | 2 916        | 708          | 44          | 31           | 54           |
| 3 avril 2020   | 3 910           | 3 119        | 791          | 48          | 57           | 83           |
| 4 avril 2020   | 4 321           | 3 402        | 919          | 59          | 66           | 128          |
| 5 avril 2020   | 4 848           | 3 827        | 1 021        | 70          | 76           | 102          |
| 6 avril 2020   | 5 104           | 3 984        | 1 120        | 80          | 81           | 99           |
| 7 avril 2020   | 5 437           | 4 253        | 1 184        | 90          | 93           | 64           |
| 8 avril 2020   | 5 752           | 4 477        | 1 275        | 93          | 97           | 91           |
| 9 avril 2020   | 6 383           | 5 009        | 1 374        | 97          | 109          | 99           |
| 10 avril 2020  | 7 239           | 5 791        | 1 448        | 107         | 122          | 74           |
| 11 avril 2020  | 7 948           | 6 403        | 1 545        | 111         | 146          | 97           |
| 12 avril 2020  | 8 604           | 6 943        | 1 661        | 118         | 177          | 116          |
| 13 avril 2020  | 9 128           | 7 365        | 1 763        | 126         | 203          | 102          |
| 14 avril 2020  | 9 922           | 8 034        | 1 888        | 126         | 217          | 125          |
| 15 avril 2020  | 10 650          | 8 626        | 2 024        | 128         | 229          | 136          |
| 16 avril 2020  | 11 996          | 9 713        | 2 283        | 130         | 249          | 259          |
| 17 avril 2020  | 12 952          | 10 388       | 2 564        | 135         | 281          | 281          |
| 18 avril 2020  | 13 689          | 11 004       | 2 685        | 137         | 314          | 121          |
| 19 avril 2020  | 15 123          | 12 268       | 2 855        | 141         | 327          | 170          |
| 20 avril 2020  | 16 386          | 13 340       | 3 046        | 143         | 350          | 191          |
| 21 avril 2020  | 18 100          | 14 891       | 3 209        | 145         | 393          | 163          |
| 22 avril 2020  | 19 885          | 16 439       | 3 446        | 149         | 417          | 237          |
| 23 avril 2020  | 21 947          | 18 379       | 3 568        | 155         | 456          | 122          |
| 24 avril 2020  | 23 933          | 20 175       | 3 758        | 158         | 486          | 190          |
| 25 avril 2020  | 25 443          | 21 546       | 3 897        | 159         | 537          | 139          |
| 26 avril 2020  | 27 399          | 23 334       | 4 065        | 161         | 593          | 168          |
| 27 avril 2020  | 29 254          | 25 134       | 4 120        | 162         | 695          | 55           |
| 28 avril 2020  | 31 250          | 26 998       | 4 252        | 165         | 778          | 132          |
| 29 avril 2020  | 32 930          | 28 609       | 4 321        | 168         | 928          | 69           |
| 30 avril 2020  | 34 841          | 30 418       | 4 423        | 170         | 984          | 102          |
| 1er mai 2020   | 37 006          | 32 437       | 4 569        | 171         | 1 083        | 146          |
| 2 mai 2020     | 39 367          | 34 638       | 4 729        | 173         | 1 256        | 160          |
| 3 mai 2020     | 42 112          | 37 209       | 4 903        | 174         | 1 438        | 174          |
| 4 mai 2020     | 45 302          | 40 249       | 5 053        | 179         | 1 653        | 150          |
| 5 mai 2020     | 49 570          | 44 351       | 5 219        | 181         | 1 838        | 166          |
| 6 mai 2020     | 52 958          | 47 550       | 5 408        | 183         | 2 017        | 189          |
| 7 mai 2020     | 56 492          | 50 944       | 5 548        | 183         | 2 179        | 140          |
| 8 mai 2020     | 59 871          | 54 160       | 5 711        | 186         | 2 324        | 163          |
| 9 mai 2020     | 63 059          | 57 149       | 5 910        | 186         | 2 461        | 199          |
| 10 mai 2020    | 65 924          | 59 861       | 6 063        | 188         | 2 545        | 153          |
| 11 mai 2020    | 68 980          | 62 699       | 6 281        | 188         | 2 811        | 218          |
| 12 mai 2020    | 71 815          | 65 397       | 6 418        | 188         | 2 991        | 137          |
| 13 mai 2020    | 75 870          | 69 358       | 6 512        | 188         | 3 131        | 94           |
| 14 mai 2020    | 77 922          | 71 315       | 6 607        | 190         | 3 310        | 95           |
| 15 mai 2020    | 81 616          | 74 964       | 6 652        | 190         | 3 400        | 45           |
| 16 mai 2020    | 85 004          | 78 263       | 6 741        | 192         | 3 487        | 89           |
| 17 mai 2020    | 89 957          | 83 087       | 6 870        | 192         | 3 660        | 129          |
| 18 mai 2020    | 95 536          | 88 584       | 6 952        | 192         | 3 758        | 82           |
| 19 mai 2020    | 100 367         | 93 344       | 7 023        | 193         | 3 901        | 71           |
| 20 mai 2020    | 106 004         | 98 871       | 7 133        | 194         | 4 098        | 110          |
| 21 mai 2020    | 112 997         | 105 786      | 7 211        | 196         | 4 280        | 78           |
| 22 mai 2020    | 123 402         | 116 070      | 7 332        | 197         | 4 377        | 121          |
| 23 mai 2020    | 133 561         | 126 155      | 7 406        | 198         | 4 638        | 74           |
| 24 mai 2020    | 142 882         | 135 449      | 7 433        | 199         | 4 703        | 27           |
| 25 mai 2020    | 152 203         | 144 671      | 7 532        | 200         | 4 774        | 99           |
| 26 mai 2020    | 161 365         | 153 788      | 7 577        | 202         | 4 881        | 45           |
| 27 mai 2020    | 170 713         | 163 112      | 7 601        | 202         | 4 978        | 24           |
| 28 mai 2020    | 180 189         | 172 546      | 7 643        | 202         | 5 195        | 42           |
| 29 mai 2020    | 190 061         | 182 347      | 7 714        | 202         | 5 271        | 71           |
| 30 mai 2020    | 199 998         | 192 218      | 7 780        | 204         | 5 401        | 66           |
| 31 mai 2020    | 209 129         | 201 322      | 7 807        | 205         | 5 459        | 27           |
| 1er juin 2020  | 221 554         | 213 721      | 7 833        | 205         | 5 893        | 26           |
| 2 juin 2020    | 234 651         | 226 785      | 7 866        | 206         | 6 410        | 33           |
| 3 juin 2020    | 247 824         | 239 902      | 7 922        | 206         | 6 866        | 56           |
| 4 juin 2020    | 261 010         | 253 007      | 8 003        | 208         | 7 195        | 81           |
| 5 juin 2020    | 275 349         | 267 278      | 8 071        | 208         | 7 268        | 68           |
| 6 juin 2020    | 289 457         | 281 306      | 8 151        | 208         | 7 315        | 80           |
| 7 juin 2020    | 305 953         | 297 729      | 8 224        | 208         | 7 346        | 73           |
| 8 juin 2020    | 322 703         | 314 401      | 8 302        | 208         | 7 408        | 78           |
| 9 juin 2020    | 339 571         | 331 134      | 8 437        | 210         | 7 493        | 135          |
| 10 juin 2020   | 356 051         | 347 543      | 8 508        | 211         | 7 565        | 71           |
| 11 juin 2020   | 372 591         | 364 054      | 8 537        | 211         | 7 583        | 29           |
| 12 juin 2020   | 389 142         | 380 532      | 8 610        | 212         | 7 618        | 73           |
| 13 juin 2020   | 405 898         | 397 206      | 8 692        | 212         | 7 696        | 82           |
| 14 juin 2020   | 422 520         | 413 727      | 8 793        | 212         | 7 765        | 101          |

### Statistiques régionales
Jusqu'en Janvier 2021, le Sahara occidental présente un taux de mortalité de 11,8 %, l'un des plus élevés au monde d'apres les chiffres du CDC en date de janvier 2021.